# Shudufhadzo Musida
Shudufhadzo Musida (Ha-Masia, Limpopo; 18 de julio de 1996) es una modelo y reina de belleza sudafricana que fue coronada Miss Sudáfrica 2020. Fue la representante del país para el certamen Miss Mundo 2021. Es una dedicada defensora y portavoz de la concienciación sobre la salud mental y la capacitación de mujeres y niños.

## Primeros años
Shudufhadzo Musida nació el 18 de julio de 1996. Es originaria de la aldea de Ha-Masia, en el municipio del distrito de Vhembe de la provincia de Limpopo. Musida estudió en la Universidad de Pretoria, donde se licenció en Ciencias Sociales en Filosofía, Política y Economía. Antes de ganar Miss Sudáfrica, estaba completando una licenciatura en Relaciones Internacionales en la Universidad del Witwatersrand. Tiene otra hermana; su madre Thandi es agente inmobiliaria. Valora su herencia venda y disfruta de la cocina tradicional venda.

## Carrera
En octubre de 2020, en la final de Miss Sudáfrica celebrada en el Hotel Table Bay de Ciudad del Cabo, Musida ganó la corona. Antes de la final, había ganado la votación del público. Los premios por ganar la final incluían 1 millón de rands, y el uso de un apartamento totalmente amueblado en Sandton y un Mercedes-Benz C200 Cabriolet durante un año. Musida es una defensora de la concienciación sobre la salud mental y el empoderamiento educativo y económico de los niños y las mujeres. La ex Miss Sudáfrica y Miss Universo 2019 Zozibini Tunzi es citada como un modelo a seguir por Musida. Compitió y representó a Sudáfrica y terminó en el Top 40 del concurso Miss Mundo 2021.